# Cebus
Cebus és un gènere de primats platirrins de Mesoamèrica i Sud-amèrica; deuen el seu nom als frares caputxins, a causa del fet que la seva caputxa té un color similar als pèls que envolten la cara d'aquests micos. Els caputxins són petits, típicament d'uns 45 cm de llarg, amb una cua prènsil que enrotllen al voltant de les branques per a ajudar-se en el moviment al voltant dels arbres. Es creu que el mico caputxí és el més intel·ligent dels micos del Nou Món, li agrada explorar i quan és observat en captivitat, sovint romp en trossos les coses que troba.
En general el mico jove és més clar que l'adult, la seva cua és del mateix llarg que el cos.
Normalment viu en ramat, per això si s'alliberen caputxins captius es fa sempre en grup.